# William Montagu Douglas Scott, 6.º Duque de Buccleuch

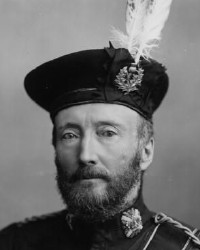
William Montagu Douglas Scott, 6.º Duque de Buccleuch

William Henry Walter Montagu Douglas Scott, 6.º Duque de Buccleuch, 8.º Duque de Queensberry KG KT PC  (9 de setembro de 1831 — 5 de novembro de 1914) foi um nobre e membro do parlamento escocês.

## Biografia
Nascido em Londres, William era o filho de Walter Montagu-Douglas-Scott, 5.º Duque de Buccleuch e de sua esposa, Lady Charlotte Anne Thynne, uma filha do 2.º Marquês de Bath.
Ele foi educado em Eton College e em Christ Church, na Universidade de Oxford.
A 22 de novembro de 1859, William desposou Lady Louisa Jane Hamilton, a terceira filha de James Hamilton, 1.º Duque de Abercorn. Lady Louisa foi a Mistress of the Robes da Rainha Victoria e da Rainha Alexandra. O casal teve cinco filhos e duas filhas:
- Walter Henry Scott, Conde de Dalkeith (1861 - 1886)[1]
- John Montagu Douglas Scott, 7.º Duque de Buccleuch (1864 - 1935)
- Lorde George William Montagu-Douglas-Scott (1866 - 1947)
- Lorde Henry Francis Scott (1868 - 1945)
- Lorde Herbert Andrew Montagu-Douglas-Scott (1872 - 1944)
- Lady Katharine Mary Montagu-Douglas-Scott (1875 - 1951)
- Lady Constance Anne Scott (1877 - 1970)
- Ten-Cel Lorde Francis George Scott (1879 - 1952)

William foi um membro do parlamento conservador pelo distrito eleitoral de Midlothian (1853-1868 e 1874-1880). Entre 1856 e 1872, foi também um tenente-coronel da Midlothian Yeomanry.
Em 1884, sucedeu seu pai como Duque de Buccleuch. Ele tornou-se um capitão-general da Real Associação dos Arqueiros e o lorde-tenente de Dumfries.
Em 1875, ele foi titulado cavaleiro da Ordem do Cardo-selvagem. Em 1897, recebeu a Ordem da Jarreteira. Em 1901, foi feito membro do Conselho Privado.